# Cristian Traverso
Cristian Alberto Traverso (San Martín, Buenos Aires, Argentina; 17 de abril de 1972) es un exfutbolista argentino que se desempeñó en varios clubes de Primera División, tanto en Argentina como en el resto de América Latina. Actualmente trabaja como periodista en el programa Superfútbol por TyC Sports.
Entre los equipos en que jugó, se destacan sus pasos por Argentinos Juniors, Boca Juniors, Puebla F. C., Querétaro F. C. y Universidad de Chile. Su apodo dentro de la cancha era El Tigre. Se desempeñó tanto como volante central como también de defensor central. Se retiró del fútbol al finalizar el Torneo Clausura 2005 jugando para Boca Juniors. Integró la Selección Argentina para los partidos amistosos previos al mundial de Francia 1998, pero no fue convocado en la nómina final.

## Estadísticas

### Clubes
- Actualizado a fin de carrera deportiva.

| Argentinos Juniors Argentina | 1.ª                 | 1991-92             | 19  | 0 | —  | — | 1  | 0 | 20  | 0 | 0    |
| Argentinos Juniors Argentina | 1.ª                 | 1992-93             | 36  | 0 | —  | — | 1  | 0 | 37  | 0 | 0    |
| Argentinos Juniors Argentina | 1.ª                 | 1993-94             | 36  | 0 | 6  | 0 | 2  | 0 | 44  | 0 | 0    |
| Argentinos Juniors Argentina | 1.ª                 | 1994                | 16  | 0 | —  | — | 2  | 0 | 18  | 0 | 0    |
| Argentinos Juniors Argentina | Total club          | Total club          | 107 | 0 | 6  | 0 | 6  | 0 | 119 | 0 | 0,00 |
| Universidad de Chile · Chile | 1.ª                 | 1995                | 24  | 1 | 5  | 0 | 5  | 0 | 34  | 1 | 0.03 |
| Universidad de Chile · Chile | 1.ª                 | 1996                | 33  | 2 | —  | — | 10 | 1 | 43  | 3 | 0.07 |
| Universidad de Chile · Chile | Total club          | Total club          | 57  | 3 | 5  | 0 | 15 | 1 | 77  | 4 | 0.05 |
| Boca Juniors Argentina | 1.ª                 | 1997                | 14  | 0 | —  | — | —  | — | 14  | 0 | 0    |
| Boca Juniors Argentina | 1.ª                 | 1997-98             | 13  | 0 | —  | — | 3  | 0 | 16  | 0 | 0    |
| Boca Juniors Argentina | 1.ª                 | 1998-99             | 21  | 0 | —  | — | 5  | 0 | 26  | 0 | 0    |
| Boca Juniors Argentina | 1.ª                 | 1999-00             | 26  | 1 | —  | — | 18 | 1 | 44  | 2 | 0.05 |
| Boca Juniors Argentina | 1.ª                 | 2000-01             | 17  | 0 | —  | — | 15 | 0 | 32  | 0 | 0    |
| Boca Juniors Argentina | 1.ª                 | 2001-02             | 28  | 0 | —  | — | 13 | 1 | 41  | 1 | 0.02 |
| Boca Juniors Argentina | 1.ª                 | 2004-05             | 19  | 0 | —  | — | 13 | 1 | 32  | 1 | 0.03 |
| Boca Juniors Argentina | Total club          | Total club          | 138 | 1 | 0  | 0 | 67 | 3 | 205 | 4 | 0.02 |
| Querétaro F. C. · México | 1.ª                 | 2002-03             | 36  | 0 | —  | — | —  | — | 36  | 0 | 0    |
| Querétaro F. C. · México | Total club          | Total club          | 36  | 0 | 0  | 0 | 0  | 0 | 36  | 0 | 0    |
| Puebla F. C. · México | 1.ª                 | 2003-04             | 31  | 0 | —  | — | —  | — | 31  | 0 | 0    |
| Puebla F. C. · México | Total club          | Total club          | 31  | 0 | 0  | 0 | 0  | 0 | 31  | 0 | 0    |
| Total en su carrera | Total en su carrera | Total en su carrera | 369 | 4 | 11 | 0 | 88 | 4 | 468 | 8 | 0.02 |
| (1) Incluye datos de la Copa Centenario y Copa Chile. (2) Incluye datos de la Supercopa Sudamericana, Copa Libertadores, Copa Mercosur, Copa Intercontinental, Recopa Sudamericana y Copa Sudamericana. (3) No incluye goles en partidos amistosos. |                     |                     |     |   |    |   |    |   |     |   |      |

## Palmarés

### Campeonatos nacionales
| Título              | Club                 | País      | Año    |
| ------------------- | -------------------- | --------- | ------ |
| Campeonato Nacional | Universidad de Chile | Chile     | 1995   |
| Primera División    | Boca Juniors         | Argentina | A-1998 |
| Primera División    | Boca Juniors         | Argentina | C-1999 |
| Primera División    | Boca Juniors         | Argentina | A-2000 |

### Campeonatos internacionales
| Título                       | Club         | Sede         | Año  |
| ---------------------------- | ------------ | ------------ | ---- |
| Copa Libertadores de América | Boca Juniors | São Paulo    | 2000 |
| Copa Intercontinental        | Boca Juniors | Tokio        | 2000 |
| Copa Libertadores de América | Boca Juniors | Buenos Aires | 2001 |
| Copa Sudamericana            | Boca Juniors | Buenos Aires | 2004 |

### Distinciones individuales
| Distinción                                    | Año  |
| --------------------------------------------- | ---- |
| Mejor futbolista de Chile por Revista Triunfo | 1995 |